# 대성여자상업고등학교
대성여자상업고등학교(大成女子商業高等學校)는 대한민국 충청북도 청주시 상당구 수동에 있는 사립 고등학교이다.

## 학교 연혁
- 1924년 3월 1일 : 김원근, 김영근 선생 형제 대성보통학교 설립
- 1960년 3월 19일 : 청주여자가정고등학교 설립 인가
- 1960년 5월 31일 : 초대 교장 윤희섭 선생 취임
- 1961년 1월 21일 : 대성여자고등학교로 교명 변경(보통과, 상과 설립인가)
- 1961년 4월 5일 : 대성여자고등학교 개교
- 1961년 4월 10일 : 제1회 입학식(기념일)
- 1964년 1월 9일 : 대성여자종합고등학교로 교명 변경
- 1974년 3월 1일 : 대성여자상업고등학교로 교명 변경
- 1977년 3월 18일 : 학칙 변경 인가 산업체 특별학급 신설(9학급)
- 1987년 7월 1일 :  본관 신축공사 5층 완공
- 1991년 4월 11일 : 학교법인 청석학원으로 명칭변경
- 1991년 8월 8일 : 학칙변경인가 상업과 4학급, 회계과 3학급, 정보처리과 3학급 학년당 10학급씩 총 30학급
- 2010년 2월 28일 : 급식소 리모델링(직영 전환)
- 2013년 3월 1일 : 특성화고 학과 개편(사무경영정보과, 회계정보과, 금융정보과로 변경)
- 2023년 3월 1일 : 제18대 교장 이상석 선생 취임
- 2024년 1월 10일 : 제61회 졸업식 195명(총 27,075명 졸업)
- 2024년 3월 4일 : 2024학년도 신입생 201명 입학

## 설치 학과
- 금융정보과
- 회계정보과
- 사무경영정보과

## 참고 자료
- 대성여자상업고등학교 - 한국교육학술정보원 학교알리미